# 桜川 (能)
『桜川』（さくらがわ）は、能の曲の一つである。世阿弥の作。
舞台は日向国桜の馬場（現在の宮崎県西都市）と常陸国桜川（現在の茨城県桜川市）。
1438年（永享10年、諸説あり）、岩瀬の櫻川磯部稲村神社の宮司である磯部祐行が、関東管領（実際は鎌倉公方）の足利持氏（諸説あり）に花見噺『桜児物語（さくらこものがたり）』一巻を献じ、その物語を目にした当時の将軍・足利義教が世阿弥に作らせたと言われる。
常陸と下総の国司になった平将門の子、桜子の若の物語で、母子の愛情物語として描かれている。

## あらすじ
（出典：）
九州日向国（宮崎県）桜の馬場の桜児は、東国方の人商人にわが身を売り、その身代金と手紙を母に渡してくれと頼み、国を発った。
母は人商人から手紙を受け取り読むと、「母の貧しさを悲しむあまり身を売りました、名残惜しいが、母上もこれを縁に御出家下さい」とある。
驚いてあたりを見ると、もう人商人はいない。母は嘆き悲しみ、氏神の木花咲耶姫（このはなさくやひめ）に我が子の無事を祈り、その行方を尋ねて旅に出る。
3年が経ち、常陸国（茨城県）桜川は丁度桜の季節。桜児は磯辺寺に弟子入りしており、今日は師僧に伴われて近くの桜川という花の名所にやって来た。
里人は、桜川に流れる花を抄って狂う女がいるから、この稚児に見せてやればよいとすすめた。呼び出された狂女は、九州からはるばるこの東国まで、我が子をもとめてやって来たことを語り、失った子の名も桜児、この川の名も桜川、何か因縁があるのだろうが、春なのにどうして我が子の桜児は咲き出でぬのかと嘆く。
更に、桜を信仰するいわれ、我が子の名の由来、桜を詠じた歌などを語り、散る花を抄い上げ興じ狂う。僧はこれこそ稚児の母であると悟り、母子を引き合わせた。2人は嬉し涙にくれ、連れ立って帰国する。

## 原点
「室町期、将軍足利義教、永享10年 時の関東管領足利持氏に、磯部大明神神主　祐行、花見物語りを献上。持氏、観世阿弥元清をして桜川を作さしむ。物語の筋は桓武天皇5世の孫、九州相馬国司・平将平の一子・桜児を主体とし、九州に起こり7歳にして自ら奥州出羽の人商人に身を売り、奥州に下る途中、東国常陸の国桜川の源、磯部の宮に人商人御社参の砌、磯部寺の恵徳法師に買い取られ、成人し後、母人乳母とも対面、目出度く父将平の跡を嗣ぎ、常陸、九州、相馬の国司となると云うことで纏められている」としている。